# 雲南市
雲南市（日语：／ Unnan shi */?）是位於島根縣東部的市。于2004年11月1日由6個町村合併而成，是島根縣內唯一一個不臨海的市（若將安來市所鄰的中海視為海域）。由於位於過去出雲國的南部，因此命名為「雲南」。

## 人口
| 雲南市人口分布圖 |                                               |  |
| 雲南市與日本全國年齡別人口分布比較圖 （2005年資料） | 雲南市的年齡、男女別人口分布圖 （2005年資料） |  |
| ■紫色是雲南市 ■綠色是全国 | ■藍色是男性 ■紅色是女性                       |  |
| 雲南市人口變化 \| 1970年 \| 53,655人 \| \| \| 1975年 \| 51,379人 \| \| \| 1980年 \| 51,477人 \| \| \| 1985年 \| 50,981人 \| \| \| 1990年 \| 49,612人 \| \| \| 1995年 \| 48,248人 \| \| \| 2000年 \| 46,323人 \| \| \| 2005年 \| 44,403人 \| \| \| 2010年 \| 41,917人 \| \| \| 2015年 \| 39,032人 \| \| \| 2020年 \| 36,007人 \| \| |                                               |  |
| 資料來源：日本總務省統計中心提供之人口普查數據 |                                               |  |
| 1970年 | 53,655人                                      |  |
| 1975年 | 51,379人                                      |  |
| 1980年 | 51,477人                                      |  |
| 1985年 | 50,981人                                      |  |
| 1990年 | 49,612人                                      |  |
| 1995年 | 48,248人                                      |  |
| 2000年 | 46,323人                                      |  |
| 2005年 | 44,403人                                      |  |
| 2010年 | 41,917人                                      |  |
| 2015年 | 39,032人                                      |  |
| 2020年 | 36,007人                                      |  |

## 历史

### 沿革
- 1889年4月1日：實施町村制，現在的轄區在當時分屬：
  - 大原郡：屋裏村、加茂村、神原村、木次村、日登村、佐世村、幡屋村、春殖村、阿用村、大東村、海潮村。
  - 飯石郡：三刀屋村、飯石村、鍋山村、中野村、掛合村、多根村、松笠村、波多村、吉田村、田井村、一宮村。
  - 仁多郡：溫泉村
- 1891年4月1日：
  - 斐伊村從木次村分村。
  - 木次村改制為木次町。
- 1903年11月6日：大東村改制為大東町。
- 1928年11月1日：三刀屋村改制為三刀屋町。
- 1934年5月1日：加茂村、屋裏村、神原村合併為加茂町。
- 1941年11月3日：一宮村被廢除，部分轄區被併入三刀屋町，其於地區被併入簸川郡上津村（現屬出雲市）。
- 1951年4月1日：
  - 大東町、佐世村、幡屋村、春殖村、阿用村合併為新設置的大東町。
  - 木次町和斐伊村合併為新設置的木次町。
  - 掛合村、多根村、松笠村合併為新設置的掛合村。
- 1951年8月1日：掛合村改制為掛合町。
- 1954年1月20日：三刀屋町、飯石村、鍋山村、中野村合併為新設置的三刀屋町。
- 1954年11月3日：吉田村和田井村合併為新設置的吉田村。
- 1955年3月3日：木次町、日登村和溫泉村合併為雲南木次町。
- 1955年4月1日：掛合町和波多村合併為新設置的掛合町。
- 1956年4月1日：海潮村被併入大東町。
- 1957年5月3日：雲南木次町改名為木次町。
- 2004年11月1日：大東町、加茂町、木次町、三刀屋町、掛合町、吉田村合併為云南市。[3]

### 變遷表
| 1889年4月1日 | 1889年 - 1926年      | 1926年 - 1954年        | 1926年 - 1954年        | 1955年 - 1989年            | 1955年 - 1989年            | 1989年 - 現在        | 現在                 |
| ------------ | -------------------- | ---------------------- | ---------------------- | -------------------------- | -------------------------- | -------------------- | -------------------- |
| 一宮村       | 一宮村               | 簸川郡上津村           | 簸川郡上津村           | 1955年3月22日 被併入出雲市 | 1955年3月22日 被併入出雲市 | 2005年3月22日 出雲市 | 2005年3月22日 出雲市 |
| 一宮村       | 一宮村               | 1941年11月3日 三刀屋町 | 1954年1月20日 三刀屋町 | 1954年1月20日 三刀屋町     | 1954年1月20日 三刀屋町     | 雲南市               | 雲南市               |
| 三刀屋村     | 三刀屋村             | 1928年11月1日 三刀屋町 | 1954年1月20日 三刀屋町 | 1954年1月20日 三刀屋町     | 1954年1月20日 三刀屋町     | 雲南市               | 雲南市               |
| 飯石村       |                      |                        | 1954年1月20日 三刀屋町 | 1954年1月20日 三刀屋町     | 1954年1月20日 三刀屋町     | 雲南市               | 雲南市               |
| 鍋山村       |                      |                        | 1954年1月20日 三刀屋町 | 1954年1月20日 三刀屋町     | 1954年1月20日 三刀屋町     | 雲南市               | 雲南市               |
| 中野村       |                      |                        | 1954年1月20日 三刀屋町 | 1954年1月20日 三刀屋町     | 1954年1月20日 三刀屋町     | 雲南市               | 雲南市               |
| 掛合村       | 掛合村               | 1951年4月1日 掛合村    | 1951年8月1日 掛合町    | 1955年4月1日 掛合町        | 1955年4月1日 掛合町        | 雲南市               | 雲南市               |
| 多根村       |                      | 1951年4月1日 掛合村    | 1951年8月1日 掛合町    | 1955年4月1日 掛合町        | 1955年4月1日 掛合町        | 雲南市               | 雲南市               |
| 松笠村       |                      | 1951年4月1日 掛合村    | 1951年8月1日 掛合町    | 1955年4月1日 掛合町        | 1955年4月1日 掛合町        | 雲南市               | 雲南市               |
| 波多村       |                      |                        |                        | 1955年4月1日 掛合町        | 1955年4月1日 掛合町        | 雲南市               | 雲南市               |
| 吉田村       | 吉田村               | 吉田村                 | 1954年11月3日 吉田村   | 1954年11月3日 吉田村       | 1954年11月3日 吉田村       | 雲南市               | 雲南市               |
| 田井村       |                      |                        | 1954年11月3日 吉田村   | 1954年11月3日 吉田村       | 1954年11月3日 吉田村       | 雲南市               | 雲南市               |
| 屋裏村       | 屋裏村               | 1934年5月1日 加茂町    | 1934年5月1日 加茂町    | 1934年5月1日 加茂町        | 1934年5月1日 加茂町        | 雲南市               | 雲南市               |
| 加茂村       |                      | 1934年5月1日 加茂町    | 1934年5月1日 加茂町    | 1934年5月1日 加茂町        | 1934年5月1日 加茂町        | 雲南市               | 雲南市               |
| 神原村       |                      | 1934年5月1日 加茂町    | 1934年5月1日 加茂町    | 1934年5月1日 加茂町        | 1934年5月1日 加茂町        | 雲南市               | 雲南市               |
| 木次村       | 1891年4月1日 木次町  | 1891年4月1日 木次町    | 1951年4月1日 木次町    | 1955年3月3日 雲南木次町    | 1957年5月3日 木次町        | 雲南市               | 雲南市               |
| 木次村       | 1891年4月1日 斐伊村  |                        | 1951年4月1日 木次町    | 1955年3月3日 雲南木次町    | 1957年5月3日 木次町        | 雲南市               | 雲南市               |
| 日登村       |                      |                        |                        | 1955年3月3日 雲南木次町    | 1957年5月3日 木次町        | 雲南市               | 雲南市               |
| 溫泉村       |                      |                        |                        | 1955年3月3日 雲南木次町    | 1957年5月3日 木次町        | 雲南市               | 雲南市               |
| 佐世村       | 佐世村               | 佐世村                 | 1951年4月1日 大東町    | 1951年4月1日 大東町        | 大東町                     | 雲南市               | 雲南市               |
| 幡屋村       |                      |                        | 1951年4月1日 大東町    | 1951年4月1日 大東町        | 大東町                     | 雲南市               | 雲南市               |
| 春殖村       |                      |                        | 1951年4月1日 大東町    | 1951年4月1日 大東町        | 大東町                     | 雲南市               | 雲南市               |
| 阿用村       |                      |                        | 1951年4月1日 大東町    | 1951年4月1日 大東町        | 大東町                     | 雲南市               | 雲南市               |
| 大東村       | 1903年11月6日 大東町 | 1903年11月6日 大東町   | 1951年4月1日 大東町    | 1951年4月1日 大東町        | 大東町                     | 雲南市               | 雲南市               |
| 海潮村       | 海潮村               | 海潮村                 | 海潮村                 | 1956年4月1日 併入大東町    | 大東町                     | 雲南市               | 雲南市               |

## 交通

### 鐵路
- 西日本旅客鐵道
  - 木次線：（松江市） - 加茂中車站 - 幡屋車站 - 出雲大東車站 - 南大東車站 - 木次車站 - 日登車站 - 下久野車站 - （奧出雲町→）

### 道路
高速道路
- 松江自動車道：吉田掛合休息區 - 吉田掛合交流道 - 三刀屋木次交流道 - 加茂岩倉休息區

## 觀光資源
景點
- 海潮温泉
- 斐伊川河川敷公園
- 加茂岩倉遺跡
- 出雲湯村溫泉
- 龍頭八重瀑布（日本瀑布百選之一）
  - 龍頭瀑布
  - 八重瀑布
- 斐伊川堤防櫻花道路（日本櫻花名所百選之一 ）

## 教育
高等學校
- 島根縣立三刀屋高等學校
  - 島根縣立三刀屋高等學校掛合分校
- 島根縣立大東高等學校

## 姊妹、友好都市

### 海外
- 里士满（美國印第安纳州韦恩县）

## 本地出身之名人
- 景山俊太郎（前參議院議員）
- 竹下登（前內閣總理大臣）
- 竹下（眾議院議員、竹下登之弟）
- 樽床伸二（前眾議院議員）
- 世良譲（爵士樂鋼琴家）
- 永井隆 (医学博士)（醫師，專供放射線醫學，於長崎市從事研究時遭遇長崎市原子彈爆炸）
- 田部長右衛門 (23代)（企業家、曾任眾議院議員、島根縣知事）

## 外部連結
- （英文） 雲南市官方網頁
- （日語） 雲南市觀光協會 （页面存档备份，存于）
- （日語） 雲南市商工會 （页面存档备份，存于）
- （日語） 雲南市、飯南町事務組合 （页面存档备份，存于）
- （日語） 雲南形象網站 （页面存档备份，存于）